# Lezoux
 Lezoux  es una población y comuna francesa, situada en la región de Auvernia, departamento de Puy-de-Dôme, en el distrito de Thiers y cantón de Lezoux.

## Demografía
| 3444 | 4038 | 4632 | 4747 | 4819 | 4957 |
| Para los censos de 1962 a 1999 la población legal corresponde a la población sin duplicidades (Fuente: INSEE [Consultar]) |      |      |      |      |      |